# Oglasa iselaea
Oglasa iselaea là một loài bướm đêm trong họ Noctuidae.